# Distretto di Reque
Il distretto di Reque è uno dei venti distretti della provincia di Chiclayo, in Perù. Si trova nella regione di Lambayeque e si estende su una superficie di 47,03 chilometri quadrati.

Ha per capitale la città di Reque e contava 12.690 abitanti al censimento 2005.